# Rodolfo Valdés Murguía
Rodolfo Valdés Murguía (Ciudad Juárez; 23 de enero de 1979) es un actor mexicano, se destaca porque ha trabajado 8 años en Colombia haciendo diversas telenovelas para RCN Televisión y también por trabajar con Telemundo.

## Biografía
Estudió Licenciatura en Artes Dramáticas en el CEFAC y también estudio Curso de Actualización de Teatro en Casa Azul. En el 2013 regresa a México, después de tener problemas para regresar a Colombia.

## Carrera
En el 2001 ingresa al Centro de Formación Actoral de TV Azteca.
En el 2002 consigue un unitario en lo que callamos las mujeres
En el 2003 consigue un unitario en Vivir Así
En el 2003 trabaja en la serie Sin permiso de tus padres
En el 2003 consigue un papel en la telenovela Enamórate
En el 2004 consigue otro papel en la telenovela Soñarás
En el 2004 consigue trabajar en la película Sofia(Película)
En el 2004 consigue volver a trabajar en una película Te apuesto y te gano
En el 2004 se va a trabajar a Colombia, donde empieza a trabajar con la televisora RCN donde tuvo un papel en La viuda de la Mafia
En el 2005 trabaja en (180 grados)(2005)
En el 2006 trabaja en la la hija del mariachi, donde consigue destacar en el medio artístico
En el 2008 trabaja en la telenovela La dama de Troya
En el 2008 consigue un unitario en la serie Tiempo final (Fox) (Primera temporada) (Taxi Boys)
En el 2008 consigue un unitario en la serie Tiempo final (Fox) (Segunda temporada) (El anzuelo)
En el 2009 trabaja en la serie Inversiones el ABC
En el 2010 trabaja en la telenovela Bella calamidades
En el 2010 trabaja en los unitarios de la serie Decisiones (Madre a la fuerza) ( Venganza post mortem)
En el 2010 trabaja en la serie La diosa coronada
En el 2011 trabaja en la telenovela La reina del sur
En el 2011 trabaja en la telenovela Ojo por ojo
En el 2011 trabaja en la serie Mujeres al límite (Pruebas y Verdades)
En el 2011 consigue un unitario en Decisiones (Pornostar)
En el 2012 trabaja en la telenovela ¿Quién eres tú?
En el 2013 trabaja en la telenovela Allá te espero
En el 2013 tiene un participación especial en El señor de los cielos
En el 2014 trabaja en la telenovela 5 viudas sueltas
En el 2014 trabaja en la serie El Capo 3
En el 2015 consigue un antagónico en la telenovela Así en el barrio como en el cielo

## Filmografía

### Televisión
| Año       | Título                            | Personaje                |
| --------- | --------------------------------- | ------------------------ |
| 2002      | Lo que callamos las mujeres       |                          |
| 2003      | Vivir asi                         |                          |
| 2003      | Sin permiso de tus padres         |                          |
| 2003      | Enamórate                         |                          |
| 2004      | Soñaras                           |                          |
| 2004      | La viuda de la mafia              |                          |
| 2005-2006 | 180 grados                        |                          |
| 2006      | La hija del mariachi              | Martin del Valle Ferrero |
| 2008      | Tiempo final                      | Lautaro                  |
| 2008      | Tiempo final                      | Esteban                  |
| 2008-2009 | La dama de troya                  | Simon Enciso             |
| 2008-2009 | Sin senos no hay paraiso          | Preso                    |
| 2009      | Inversiones el ABC                |                          |
| 2010      | Bella calamidades                 | Nacho Mendoza            |
| 2010      | Decisiones                        | Diego                    |
| 2010      | Decisiones                        | Fernando                 |
| 2010      | Decisiones                        | Daniel                   |
| 2010      | La diosa coronada                 | Dario                    |
| 2011      | La reina del sur                  | El Chino Parra           |
| 2010-2011 | Ojo por ojo                       | Ataulfo                  |
| 2011      | Mujeres al límite                 | Humberto                 |
| 2012-2013 | ¿Quién eres tú?                   | Rene                     |
| 2013      | Allá te espero                    | Rene                     |
| 2013      | El señor de los cielos            | Alejandro Negrete        |
| 2013-2014 | 5 viudas sueltas                  | Marcelo                  |
| 2014      | El Capo 3                         | El Santo                 |
| 2015      | Así en el barrio como en el cielo | Claudio Andrade          |
| 2016      | Un día cualquiera                 | Hernán / César / Pablo   |
| 2016-2017 | Vino el amor                      | Joselo                   |
| 2018      | Educando a Nina                   | Patricio Arenas          |
| 2018      | Sr Avila                          | Segovia                  |
| 2019      | La usurpadora                     | Camilo                   |
| 2020      | Desaparecida                      | Elvis Fuentes            |
| 2021-2022 | Parientes a la fuerza             | Rick Jones               |
| 2021-2022 | Un día para vivir                 | Eduardo / Elías          |
| 2022      | Rutas de la vida                  | Gabriel                  |
| 2025      | La jefa                           | Fernando                 |

## Cine
| Año  | Título               | Nota     |
| ---- | -------------------- | -------- |
| 2004 | Sofia (Película)     | Película |
| 2004 | Te apuesto y te gano | Película |

## Teatro
| Año  | Título               | Nota |
| ---- | -------------------- | ---- |
| 2002 | Al filo de la navaja |      |